# Rechtsfiguur
Een rechtsfiguur is een samenstel van regels, begrippen en juridische gevolgen die in hun onderlinge samenhang een bepaalde juridische werking kunnen hebben. Het begrip wordt wereldwijd en door de eeuwen heen veel gebruikt in de juridische wetenschappen en de toepassing van het recht. Het is een noemer waaronder in de juridische literatuur, rechtspraak en wetgeving, een onderdeel van een rechtsgebied wordt behandeld en door de rechter wordt toegepast. Voorbeelden zijn de rechtsfiguur van de onrechtmatige daad, de figuur van de strafbare deelneming, de figuur van de saisine, en van de rechtstreekse werking.
Een rechtsfiguur kan in het geldend recht worden geïncorporeerd door wetgeving te maken die de rechtsfiguur juridisch tot leven brengt.
Een citaat uit een arrest van de Hoge Raad als voorbeeld:
3.6.5. Evenmin voor redelijke twijfel vatbaar is dat de in Nederland ontwikkelde rechtsfiguur van de formele rechtskracht in een geval als het onderhavige niet in strijd is met het gemeenschapsrecht. Deze rechtsfiguur houdt, voorzover thans van belang, immers in wezen niet meer in dan dat de burgerlijke rechter, indien in een voor hem aanhangig geding de geldigheid van de heffing van omzetbelasting in geschil is, in de eerste plaats onderzoekt of de belastingheffing wegens het niet of niet tijdig dan wel zonder succes aanwenden van de daartegen openstaande rechtsgang onherroepelijk vaststaat.
Een begrip dat hier dicht bij ligt is leerstuk, maar daarbij ligt de aandacht meer op de discussies die worden gevoerd met betrekking tot een bepaald onderwerp, inhoudend de verschillende mogelijk juridische zichtwijzen en ingenomen standpunten, zowel plaatselijk onder het huidige recht als door de eeuwen heen en internationaal.
Een ander nabijgelegen begrip is rechtsbeginsel, een fundamentele opvatting die breed en algemeen wordt gezien als een van de wezenskenmerken van een samenleving en geborgd hoort te worden in wet- en regelgeving en toepassing van het recht.